# Вогмеровые
Вогмеровые (лат. Trachipteridae) — семейство лучепёрых рыб отряда опахообразных.
Представители семейства распространены в Северном Ледовитом, Атлантическом, Индийском и Тихом океанах. Морские пелагические рыбы. Максимальная длина тела представителей разных видов варьирует от 1,1 до 3 м.

## Описание
Тело длинное, сжато с боков, лентообразное. У большинства видов высота тела постепенно снижается от головы к хвостовому стеблю. Верхняя челюсть сильно выдвижная, верхнечелюстная кость широкая, обычно изогнутая. На челюстях, сошнике и нёбе есть заострённые зубы. Кости головы и челюстей тонкие и хрупкие. Тело покрыто циклоидной легко опадающей чешуёй, или модифицированной ктеноидной чешуёй, или голое. Рёбер нет. Длинный спинной плавник начинается за верхушкой рыла и тянется вдоль всей спины. Передние 4—8 лучей спинного плавника расположены над глазами, гибкие и сильно удлинённые. Всего в спинном плавнике 120—197 мягких лучей. По сторонам каждого луча проходят шипики, шипики соседних лучей могут сцепляться между собой, что укрепляет спинной плавник. Анальный плавник отсутствует. Брюшные плавники с 5—7 мягкими лучами, у молоди лучи удлинённые. У представителей рода Desmodema в процессе онтогенеза утрачиваются брюшные плавники. Хвостовой плавник редуцированный или с 2 лопастями; верхняя лопасть у многих видов располагается под прямым углом к оси тела и веерообразна. Общее количество лучей в хвостовом плавнике обычно 13—18, из них в нижней лопасти 5—9 удлинённых лучей, а в верхней лопасти 5—7 лучей, которые также длинные, особенно у представителей рода Zu. У представителей рода Trachipterus лучи нижней лопасти отпадают у взрослых особей. Плавательный пузырь рудиментарный или отсутствует. Кожа у многих видов покрыта костными бугорками. Боковая линия с костными пластинками, на каждой из которых имеется колючка. Позвонков 62—111.

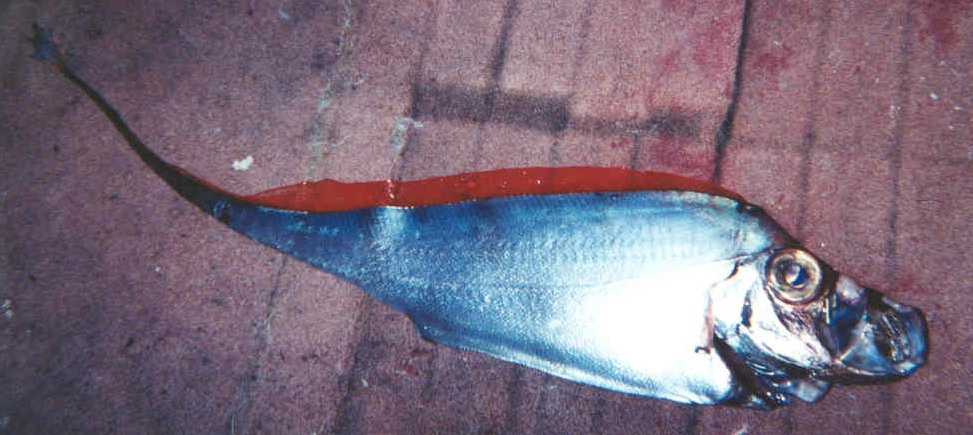
Zu cristatus

## Классификация
В состав семейства включают три рода с 10 видами:
- Род Desmodema Walters & Fitch, 1960 — Десмодемы (2 вида)
- Род Trachipterus Gouan, 1770 — Вогмеры, или рыбы-ленты, или трахиптеры (6 видов)
- Род Zu Walters & Fitch, 1960 — Зу (2 вида)